# Simon Wright
Simon Wright (* 19. června 1963, Manchester, Anglie) je anglický bubeník, který vešel ve známost svou spoluprací se slavnými hard rockovými umělci, jako byli AC/DC, nebo Ronnie James Dio. Členem AC/DC byl od roku 1983, kdy byl z kapely vyhozen Phil Rudd, do roku 1989, kdy jej v AC/DC nahradil Chris Slade. S kapelou natočil celkem tři alba, Fly on the Wall, Who Made Who a Blow Up Your Video. Wright tvrdí, že jeho hudebními idoly byli Cozy Powell, Tommy Aldridge a John Bonham.

## Vybavení
Wright hraje na bicí značky DW Drums, činely Sabian a paličky Vic Firth (American Classic Metal Nylon). Dříve dlouhá léta používal bicí Sonor a krátce používal činely Paiste.

### DW Drums Collectors
- 12" x 10" Tom
- 13" x 11" Tom
- 15" x 12" Tom
- 18" x 14" Floor Tom
- 2x 22" x 18" Bass Drums
- 14" x 6,5" Snare
- 14" x 6" Snare

### Činely Sabian
- 14" AAX Metal Hi-Hat
- 18" AA China
- 16" AA Metal Crash
- 18" AAX Metal Crash
- 19" AAX Metal Crash
- 22" AAX Heavy Ride
- 20" AA China
- 20" AA Rock Crash
- 20" AAX Metal Crash